# Imbrium
| Maan-tijdschaal | Maan-tijdschaal | Maan-tijdschaal   |
| Periode         | Epoche          | Tijd geleden (Ma) |
| --------------- | --------------- | ----------------- |
| Copernicum      | Copernicum      | heden - 1100      |
| Eratosthenium   | Eratosthenium   | 1100 - 3200       |
| Imbrium         | Laat            | 3200 - 3800       |
| Imbrium         | Vroeg           | 3800 - 3850       |
| Nectarium       | Nectarium       | 3850 - 3920       |
| Prenectarium    | Bekken Groepen  | 3850 - 4150       |
| Prenectarium    | Crypticum       | 4150 - 4567       |

Het Imbrium is een periode uit de geologische tijdschaal van de Maan. Het wordt onderverdeeld in:
- Laat Imbrium (ongeveer 3850 tot 3800 miljoen jaar geleden);
- Vroeg Imbrium (ongeveer 3800 tot 3200 miljoen jaar geleden).